# Дюпон-Эньян, Николя
Николя́ Дюпо́н-Энья́н (фр. Nicolas Dupont-Aignan; род. 7 марта 1961, Париж) — французский политический и государственный деятель, лидер правоголлистской партии «Вставай, Франция».

## Биография

### Ранние годы
Родился 7 марта 1961 года в XV округе Парижа. От рождения носил имя Николя Дюпон, впоследствии добавил девичью фамилию матери.
В 1982 году окончил Институт политических исследований в Париже, в 1985 году получил диплом о специальном высшем образовании (DESS) университета Париж-Дофин, в 1989 году окончил Национальную школу управления.

### Политическая карьера
В 1995 году начал работать в аппарате Мишеля Барнье — министра окружающей среды в правительстве Балладюра. В том же году избран мэром Йера в департаменте Эсон. В 1997 году впервые избран депутатом Национального собрания Франции от департамента Эсон.
В 1999 году учредил движение «Вставай, республика», базировавшееся на Объединении в поддержку республики. В том же году вступил в Объединение за Францию. В 2002 году вошёл в Союз за народное движение.
С 2002 года — председатель сообщества агломерации Валь д’Йер.
В 2007 году вышел из СНД, чтобы принять участие в президентских выборах, но впоследствии отказался от этих планов ввиду недостатка финансирования.
В 2008 году возглавил партию «Вставай, республика», переименованную впоследствии в партию «Вставай, Франция».
23 ноября 2008 года на учредительном съезде партии «Вставай, Франция» избран её председателем и немедленно включился в подготовку к предстоящим европейским выборам, апеллируя под голлистскими и республиканскими лозунгами к тем, кто на референдуме 2005 года голосовал против принятия европейской конституции.
В 2012 году принял участие в президентских выборах, получив 1,79 % голосов.
9 марта 2016 года, после объединения двух агломераций, будучи единственным кандидатом (18 февраля 2016 года Дюпон-Эньяна поддержало собрание мэров), избран советом из 70 депутатов на должность председателя сообщества агломерации Валь д’Йер — Валь де Сен.

### Участие в президентских выборах 2017 года
15 марта 2016 года объявил о выдвижении своей кандидатуры на президентских выборах 2017 года.
Предвыборная программа Дюпон-Эньяна предусматривала в числе прочего полный отказ от торговых соглашений TTIP и CETA. Во внешней политике предлагался односторонний выход Франции из санкций против России, урегулирование вооружённого конфликта в Донбассе путём предоставления Украине статуса нейтрального государства и превращения её в регион российско-европейского сотрудничества, обеспечение безопасности Восточной Европы посредством заключения всеобъемлющего договора между Европой и Россией о мире и сотрудничестве и достижения соглашений по разрешению замороженных конфликтов на Кипре, в Косове, Приднестровье и Крыму.
В апреле 2017 года, за несколько дней до первого тура президентских выборов, Дюпон-Эньян обвинил команду другого кандидата — Франсуа Фийона, в оказании на него давления с целью добиться отказа от участия в выборах (согласно социологическим исследованиям, рейтинг доверия лидера партии «Вставай, Франция» колеблется на уровне 3-4 %, и эти голоса избирателей правого политического спектра необходимы Фийону, чтобы гарантировать его выход во второй тур).
23 апреля 2017 года в первом туре голосования заручился поддержкой 4,7 % избирателей (1 695 186 человек), заняв шестое место среди одиннадцати кандидатов.
28 апреля 2017 года объявил о заключении соглашения с Марин Ле Пен и призвал своих сторонников голосовать за неё во втором туре выборов, хотя в аналогичной ситуации во время президентских выборов 2012 года отказался это сделать (тогда он мотивировал своё решение тем фактом, что Жан-Мари Ле Пен остаётся почётным президентом Национального фронта, но тот сохранял свой пост и в 2017 году). Согласно достигнутой договорённости, в случае победы во втором туре президентских выборов, Ле Пен назначила бы Дюпон-Эньяна новым премьер-министром Франции.

### Новый этап
23 июля 2017 года, исполняя вступивший в силу новый закон о запрете совмещения выборных должностей, Дюпон-Эньян передал полномочия мэра Йера, которые осуществлял в течение 22 лет, своему первому заместителю Оливье Клодону, а 25 июля ушёл в отставку с поста председателя сообщества агломерации Валь д’Йер — Валь де Сен (там ему на смену пришёл Франсуа Дюроврай — также его первый заместитель).
25 октября 2017 года вместе с лидером Христианско-демократической партии Пуассоном инициировал новый политический проект Les amoureux de la France, le pays avant les partis (Поклонники Франции, страна важнее партий), задуманный для формирования правой альтернативы политике президента Макрона.